# 奥伊斯廷斯

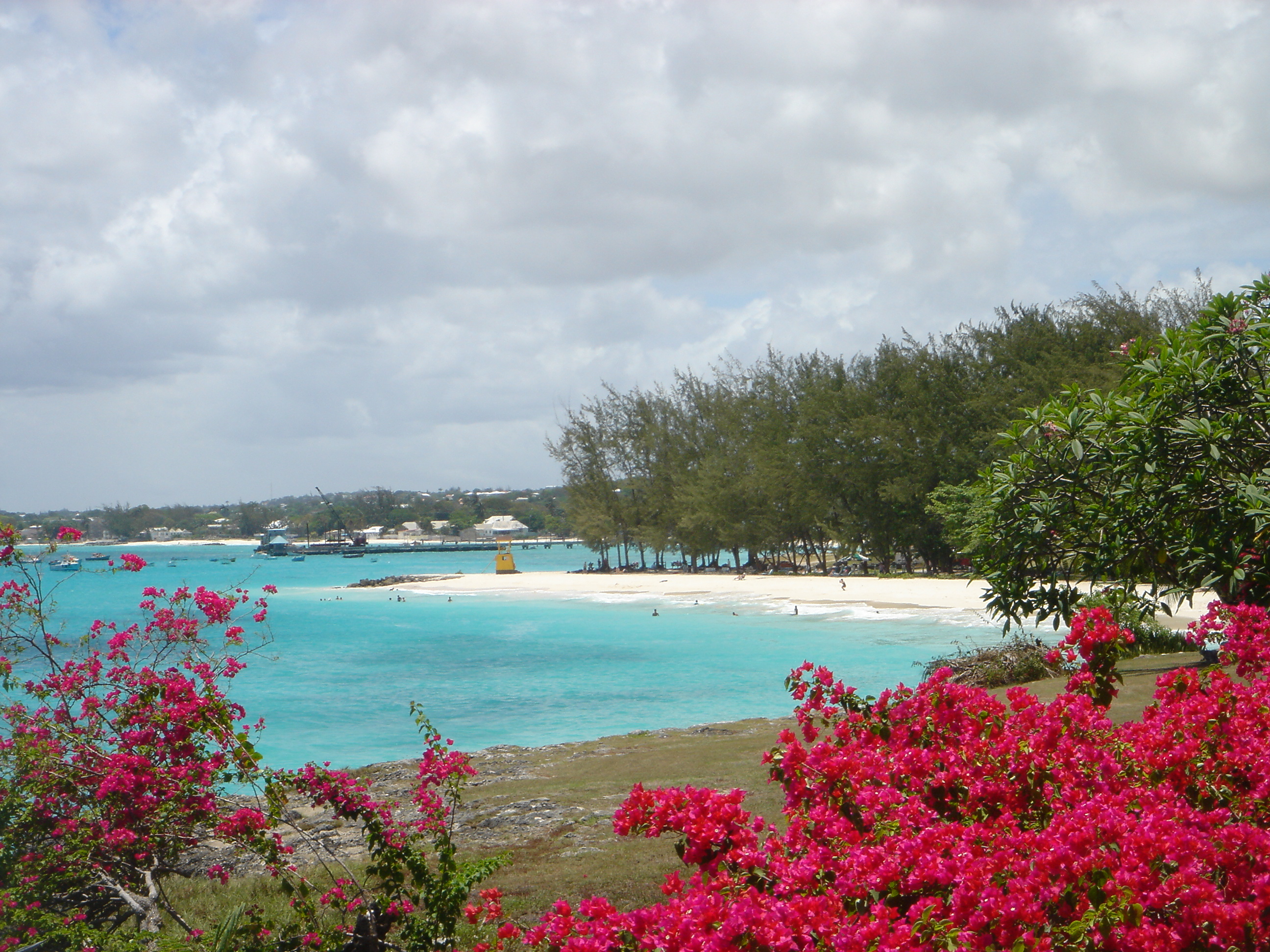
奥伊斯廷斯

奥伊斯廷斯（Oistins）是加勒比海岛国巴巴多斯南海岸的一座城镇，行政上由基督堂区（首府和最大城镇）管辖。2013年人口2,285人。
该区域涵盖着渔村和包括酒吧、朗姆酒店、拱顶购物街的旅游区。